# Kamouflage
Kamouflage eller maskering är en teknik med vars hjälp personer, djur eller föremål kan dölja sig i den närliggande omgivningen. Kamouflaget används både som skydd från att upptäckas och för att göra det svårare för en angripare att förstå vad det är.

## Kamouflage i naturen
I naturen används kamouflage av potentiella bytesdjur för att undkomma rovdjur, i vissa fall används tekniken även av rovdjur för att lättare kunna smyga sig på tilltänkta byten; inom ekologi kallat krypsis. Enklare former av kamouflage består i att ha en färg eller mönster som liknar den omgivning som arten vanligtvis lever i. I naturen förekommer även djur som har lärt sig att använda föremål från sin omgivning i syfte att dölja sig och kan därmed anpassa sig till nya förutsättningar. Det finns även exempel på djur som utvecklat ett aktivt kamouflage som vid behov kan ändra färg eller till och med form. Denna typ av kamouflage används bland annat av kameleonter och bläckfiskar. Detta ska inte förväxlas med mimikry, där man istället för att smälta in med den omgivande miljön (och synas mindre) istället försöker härma andra djurarter (och synas mer). Både mimikry och kamouflage kan dock ge ett ökat skydd.

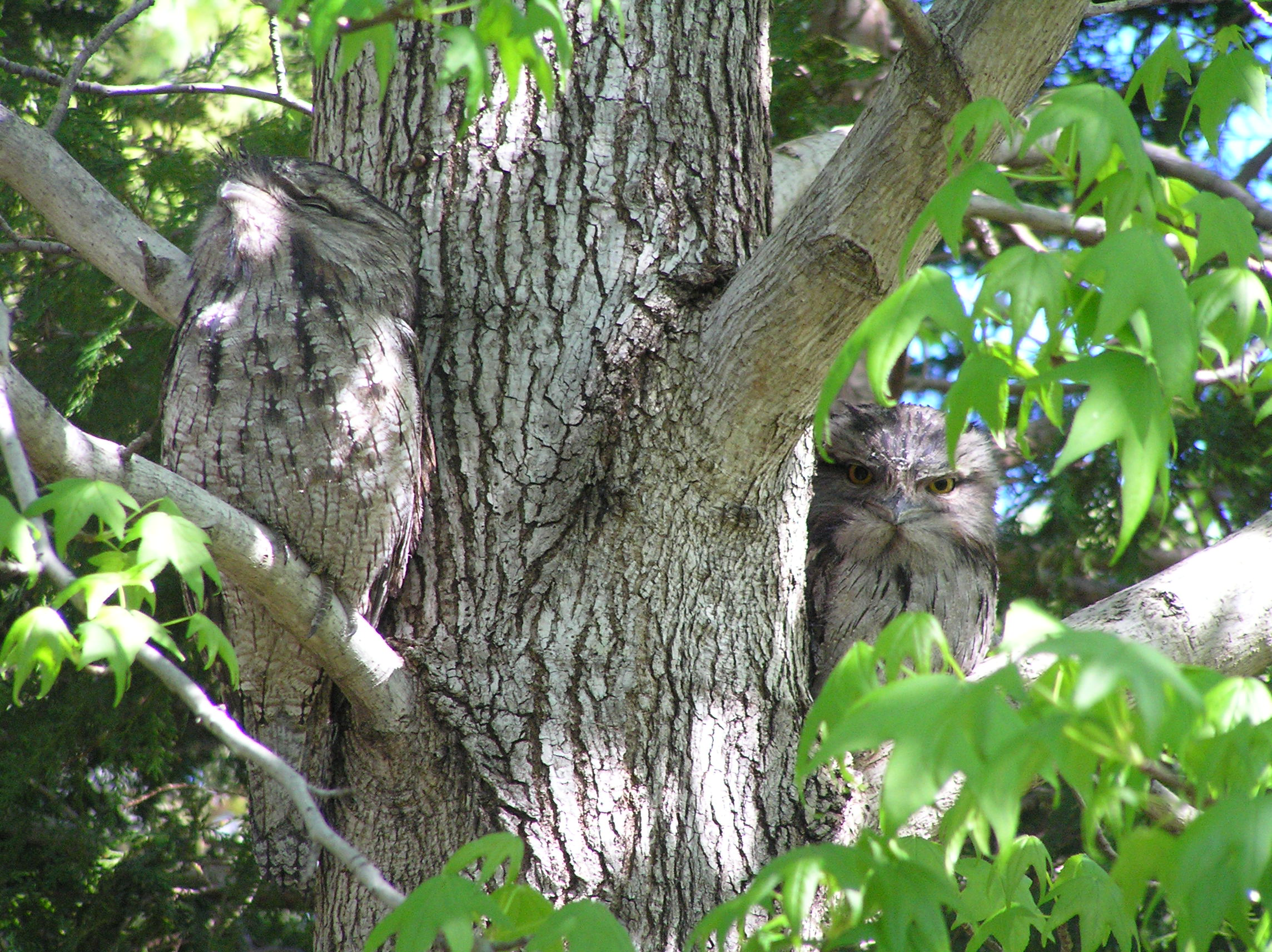
Två välkamouflerade fåglar (Australisk grodmun).
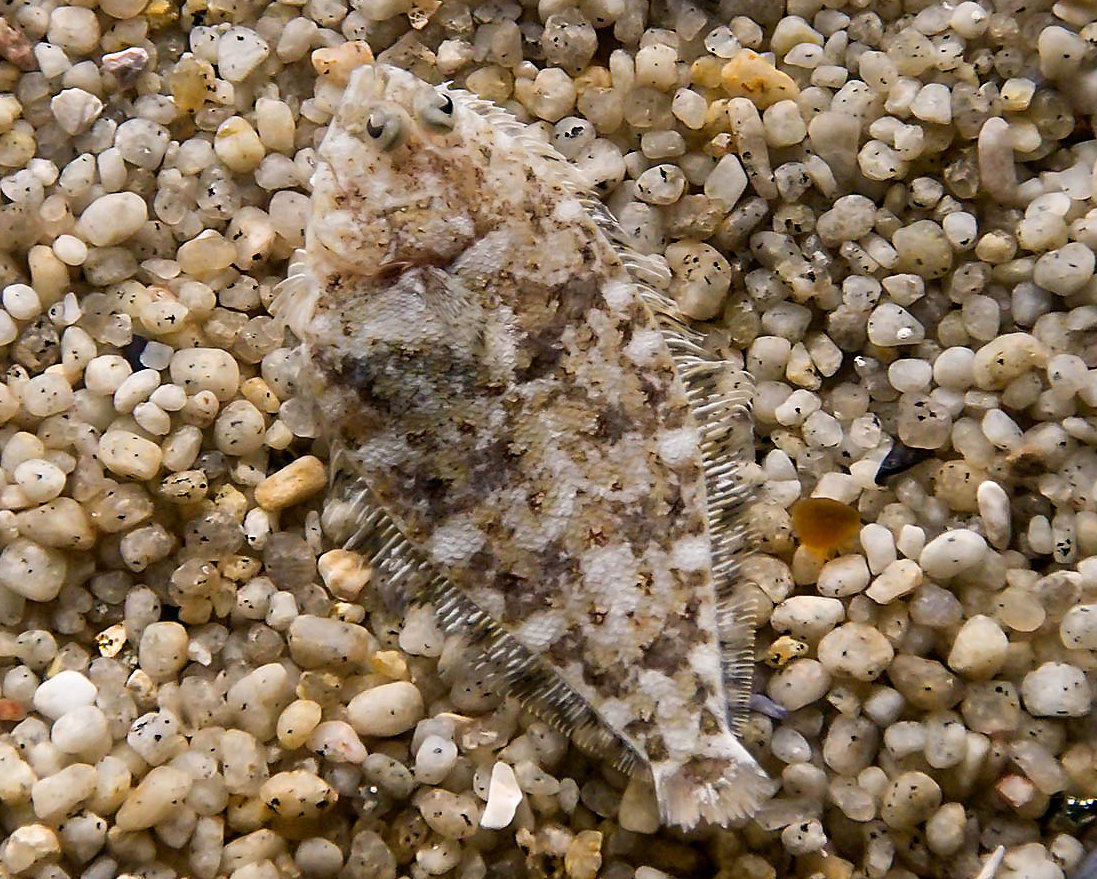
Plattfisk kamouflerad mot marken.
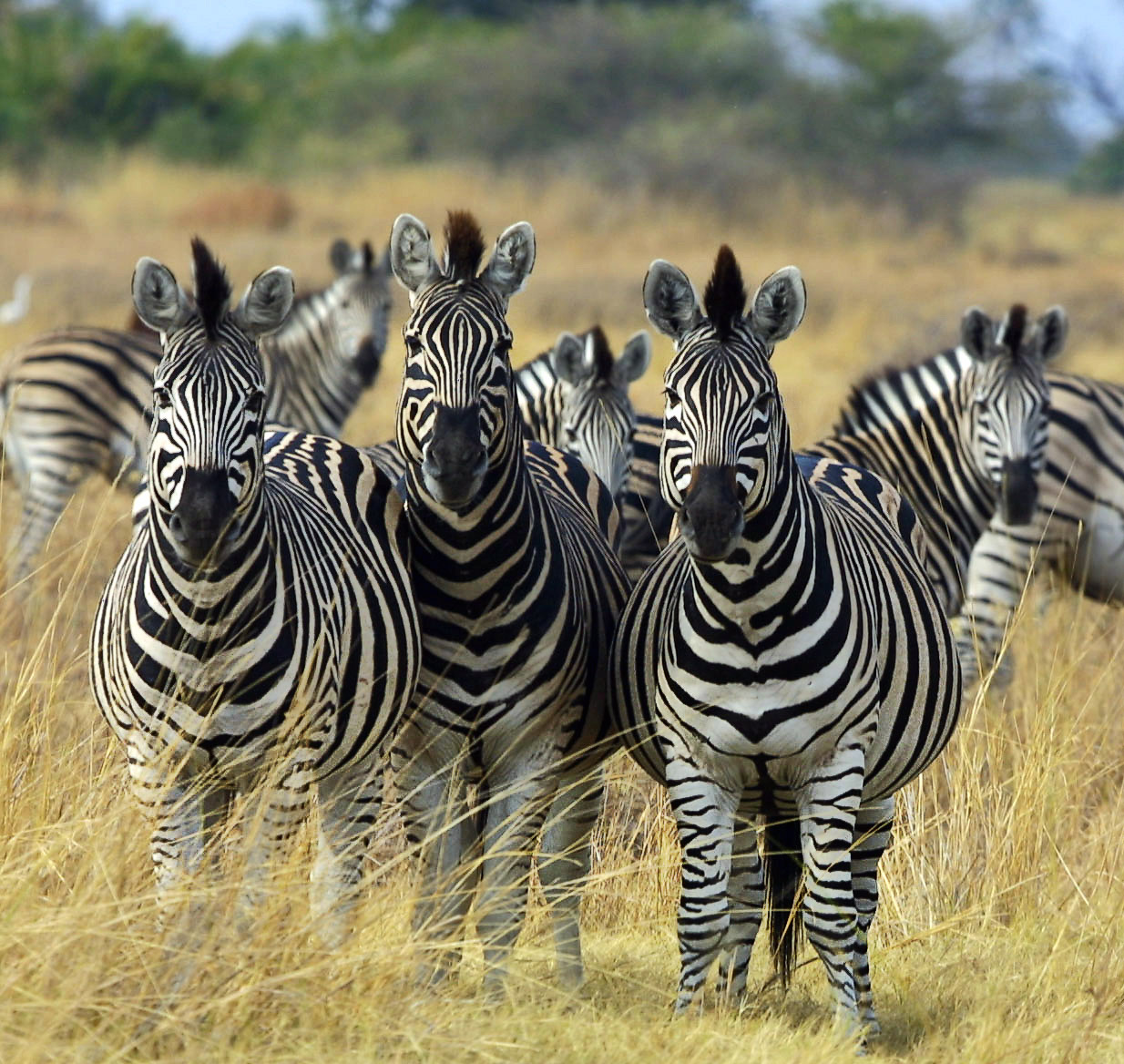
Zebraränder gör det svårt för rovdjur att urskilja enstaka individer i en flock.

## Militärt kamouflage
I militära sammanhang används kamouflage för att dölja personal, utrustning och byggnader för fiendestyrkor. Kamouflage är till utseendet ofta fläckiga och består av gröna, bruna, grå eller svarta färgkombinationer. I vissa kamouflagemetoder använder man sig av växter i kombination med kamouflagenät. Modernt kamouflage är anpassat för att fungera också utanför det synliga spektrumet av ljus.

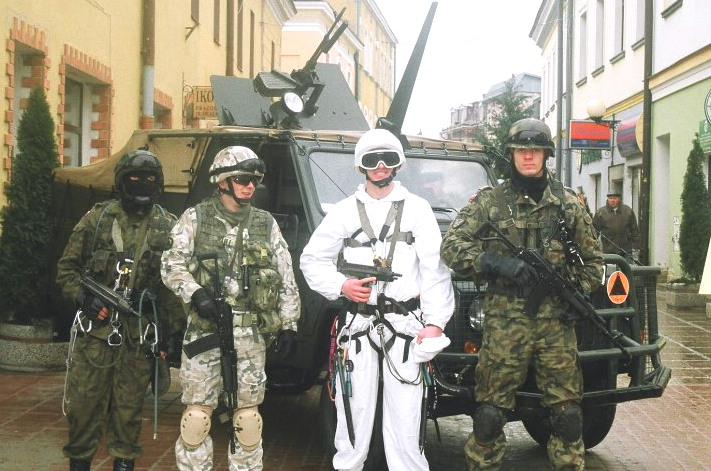
Olika militära kamouflageuniformer. Från vänster: barrskog, savann, snö, lövskog.
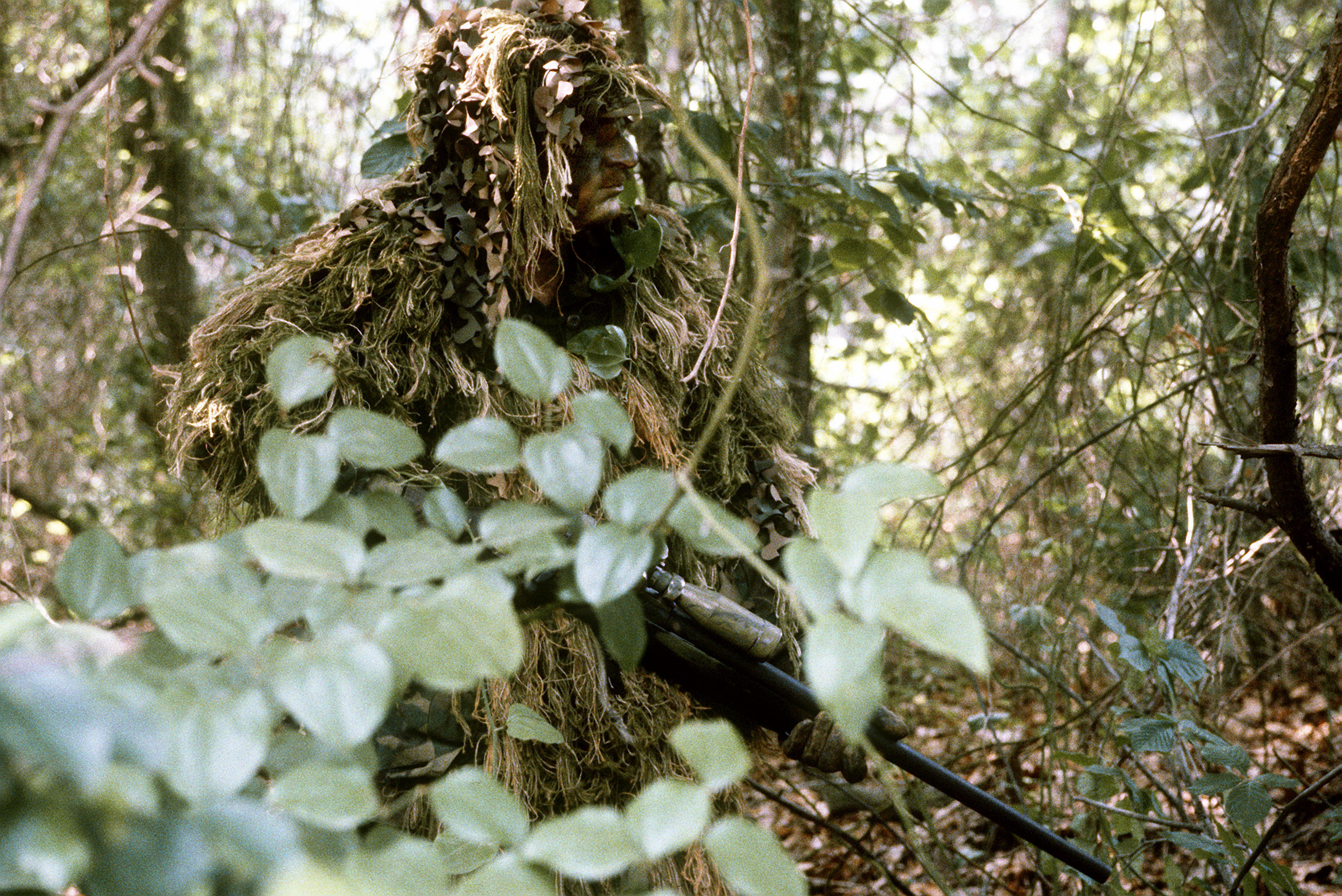
Prickskytt iklädd ghilliedräkt.
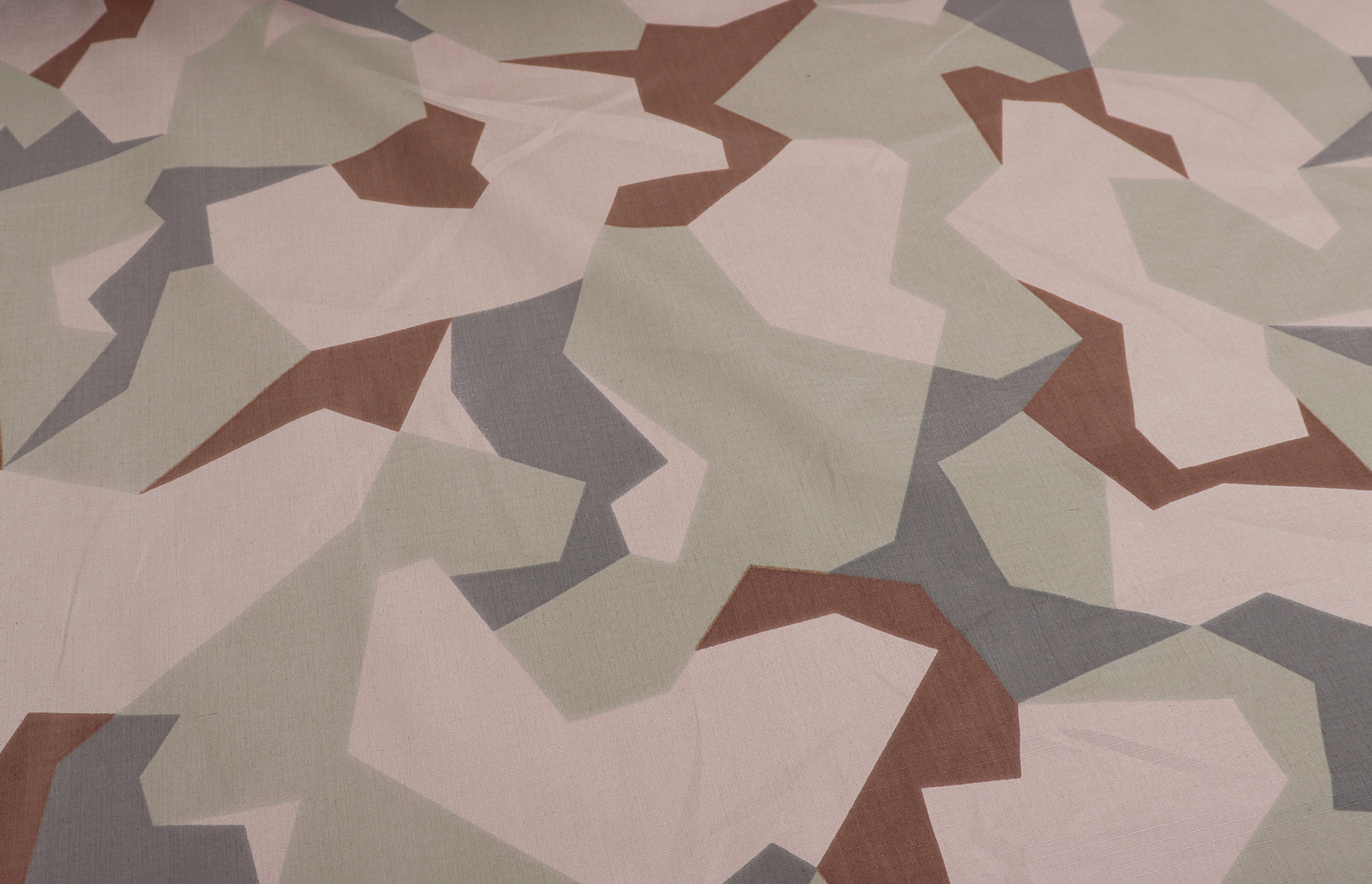
Svenskt M90K ökenkamouflagetyg.

## Fiktivt användande av kamouflage
Kamouflage av olika slag förekommer i flera fall i fiktiva berättelser, bland annat följande:
- Ghost in the Shell där kläder och fordon har aktivt kamouflage [6]
- Rovdjuret-filmerna (engelska: Predator) där monstret i filmen kan göra sig osynlig genom aktivt kamouflage[7]
- Star trek’s rymdfarkoster som reflekterar rymden bakom sig eller skapar synvillor med sköldande ”warpen” (magnetfälten) runt skeppen.